# 아론

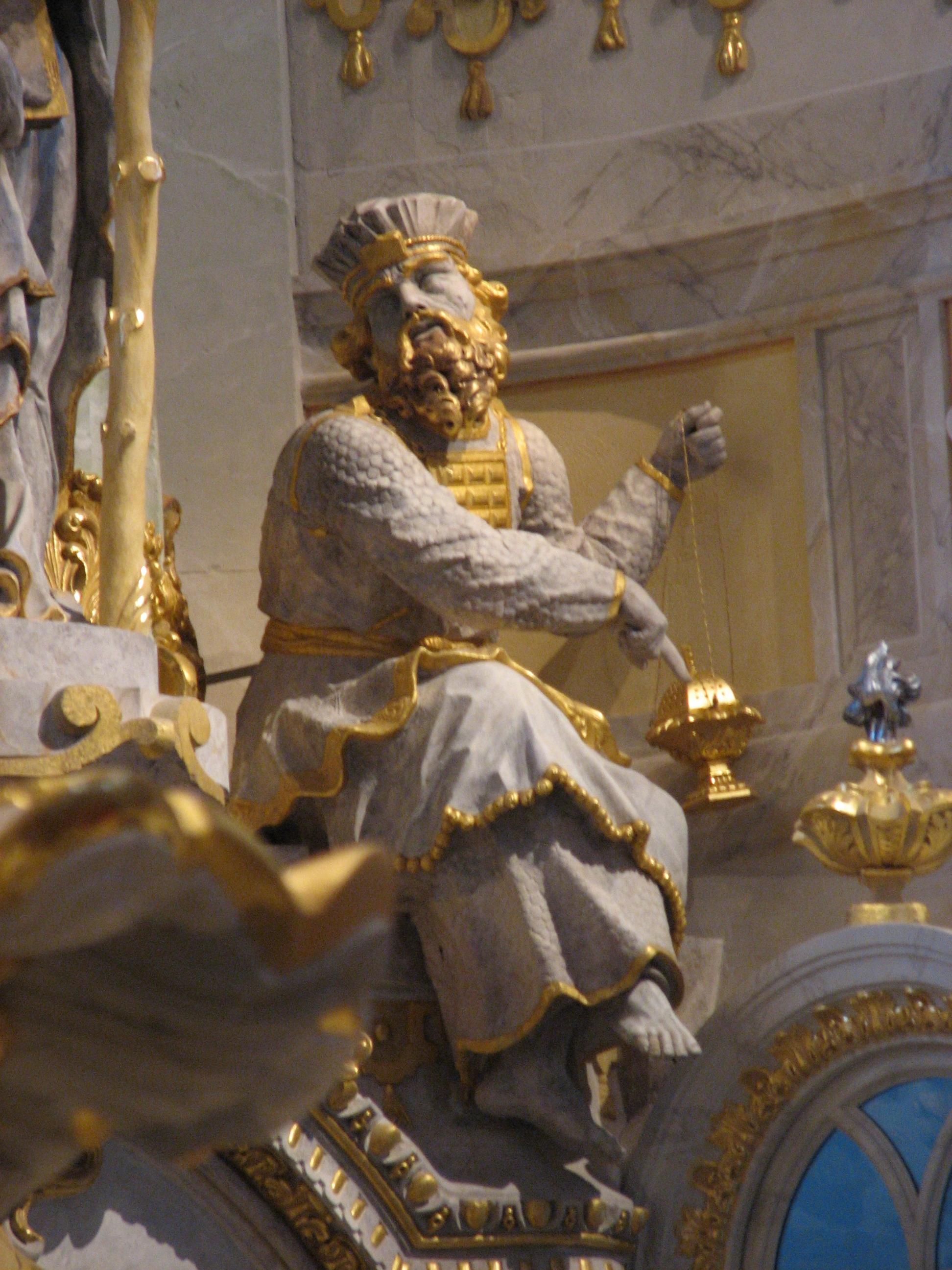
아론

아론(히브리어: אַהֲרֹן, Aaron)은 아브라함 종교의 인물로, 이스라엘의 초대 대제사장이며, 선지자이자 모세의 형이다. 아론에 대한 이야기는 구약성경, 신약성경, 그리고 쿠란에 등장한다.
구약성경의 묘사에 따르면, 아론은 누나 미리암과 동생 모세를 두었다. 모세와 다르게 미리암과 함께 집에서 생모와 함께 자랐다. 이스라엘 민족이 이집트의 노예로 있는 상황에 대해 모세가 파라오에게 풀어줄 것을 요청할 때 모세의 대변자로 함께하였다. 시나이반도에서 모세에게 율법이 주어질 때 아론은 이스라엘 백성의 첫 번째 대제사장으로 임명되었다. 레위인 제사장들은 전부 부계로 아론의 자손이라 여겨진다.
민수기에 따르면 아론은 이스라엘 민족이 이집트를 탈출한지 40년 되는 해에 호르산에서 123세를 일기로 사망하였다. 그러나 신명기는 같은 기사에서 모세를 주어로 기록한다.

## 성경
히브리어 성경에 따르면 레위 자손 아므람의 아들, 아론은 호렙산에서 야훼께 모세가 말을 잘 못한다고 불평했기 때문에, 야훼는 아론을 모세의 "대변자"로 임명하셨다. 야훼의 말씀을 듣고 아론은 모세를 만나러 광야에 가서 호렙산에서 만났고, 모세는 야훼께 받은 사명과 모든 말씀과 모든 증거들을 아론에게 들려주었다. 이후 아론은 모세를 도와 파라오에게 대변을 했고, 야훼의 명령에 따라 지팡이를 뱀이 되게 하였다. 그리고 모세의 명령으로 처음 3가지 재앙을 내리려고 지팡이를 내밀었다.
출애굽 후에서부터 시내산까지 이동하는 동안 아론은 거의 등장하지 않았다. 다만 르비딤에서의 아말렉과의 전투에서 그는 훌과 함께 "하나님의 지팡이"를 든 모세의 손을 붙들어 올리며 지원했다.
- 최초의 대제사장
- 이스라엘 12지파 중에 레위 족속
- 미리암의 동생이며, 모세의 형
- 123세로 죽음

## 최초의 대제사장

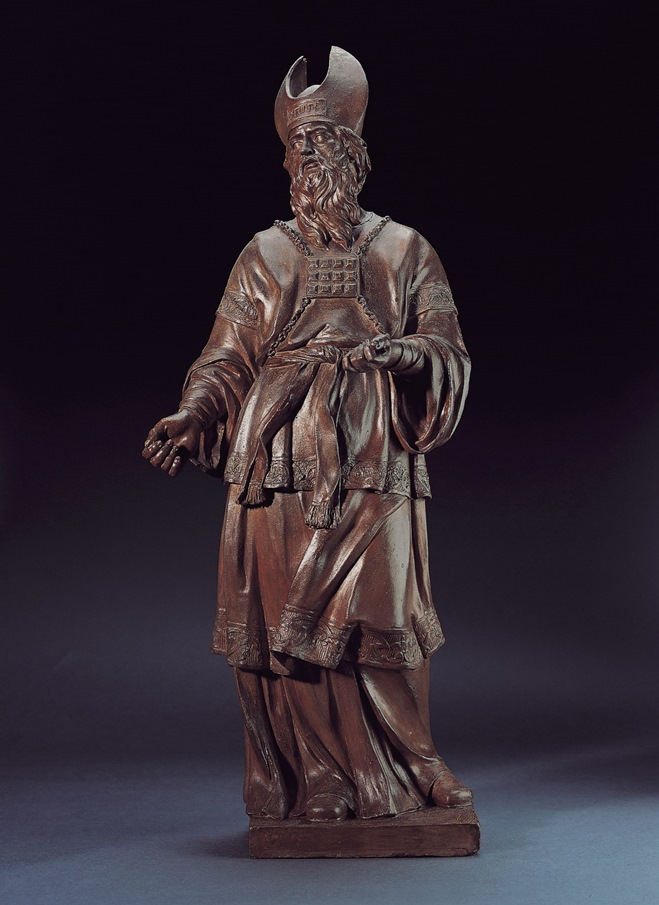
아론을 묘사한 나무 조각.

모세오경 중 창세기와 신명기를 제외한 나머지 책들은 모두 아론과 그의 자손이 야훼로부터 제사장직을 부여받았다고 전한다. 즉 아론의 후손들만이 제사 및 제물과 관련된 일을 수행할 수 있으며, 그 외의 레위 지파 소속 레위인들은 기타 성전에서 이루어지는 일들을 맡도록 임명받은 것이다. 모세는 이들을 임명하고 축성하면서 제사장직에 걸맞는 여러 예법을 다른 이스라엘 백성들이 듣는 가운데 지시하였다. 아론과 그 후손은 야훼의 뜻을 우림과 둠밈을 통해 판별하게 되었다. 더불어, 이들은 다른 백성들과 구별된 정결함과 거룩함을 갖출 것을, 또한 율법 즉 토라를 다른 이스라엘 백성들에게 교육할 것을 지시받았다. 이들은 다른 사람들을 축복하는 권한도 갖추었다. 아론은 첫 제사를 주관한 후에 모세와 함께 회막 바깥으로 나와 이스라엘 백성들을 축복하고, 하늘에서 내려온 불이 제물을 불사름으로써 아론과 그의 후손에게 제사장권이 수여되었음이 공표되었다고 보기도 한다.
모세오경 이후로 아론은 바빌론 유수시에 편집되었다고 여겨지는 구절들 외에서는 거의 언급되지 않는다. 판관기, 사무엘기, 열왕기는 제사장과 레위인에 대해서는 언급하지만 아론에 대해서는 특별히 언급하지 않는다. 에제키엘서는 제사장직에 대해 묘사하며 다윗의 제사장 중 하나였던 사독의 자손의 특별한 지위에 대해 언급한다. 이는 최소한 당시 제사장직 안에 두 계급이 공존했음을 시사하는 증거로써 받아들여진다. 에즈라기, 느헤미야기, 역대기는 그 상위 계급을 아론의 자손이라고 기록한다. 따라서 현대의 학자들 중 다수는 바빌론 유수 이전의 상위 제사장 계급들은 스스로 아론의 자손으로서의 정체성을 가지고 있었다고 본다. 이러한 관습은 제2성전기때에도 재현되었다는 의견도 있다.

### 제사장 축복(아론의 축복)
제사장 축복은 민수기 6장 22~27절에 나오는 말씀으로, 하나님께서 모세를 통해 제사장인 아론과 그의 아들들에게 백성들을 축복하라고 명령하시는 말씀이다. 본문은 다음과 같다.
22여호와께서 모세에게 말씀하여 이르시되 23 아론과 그의 아들들에게 말하여 이르기를 너희는 이스라엘 자손을 위하여 이렇게 축복하여 이르되 24 여호와는 네게 복을 주시고 너를 지키시기를 원하며 25 여호와는 그의 얼굴을 네게 비추사 은혜 베푸시기를 원하며 26 여호와는 그 얼굴을 네게로 향하여 드사 평강 주시기를 원하노라 할지니라 하라 27 그들은 이같이 내 이름으로 이스라엘 자손에게 축복할지니 내가 그들에게 복을 주리라— 민수기 6:22-27 (개역개정)

#### 구조
A. 제사장의 축도와 관련된 기본 규정을 시작하는 말(22절)
B. 오직 아론과 그 아들들 곧 제사장만이 축도의 권한을 행사할 수 있음을 명시함(23절)
C. 축도시의 기본 필수 내용(24-26절)
1. 여호와께서 네게 복을 주시고 너를 지키시기를 간구할 것(24절)
2. 여호와께서 그 얼굴로 네게 비취사 은혜 베푸시기를 간구할 것(25절)
3. 여호와께서 그 얼굴을 네게로 향하여 드사 평강 주시기를 간구할 것(26절)
D. 축도의 근거에 대한 명시와 축도 내용의 실현에 대한 약속(27절)
1. 오직 여호와 당신의 이름으로만 축도할 것을 명하심(27a절)
2. 제사장이 당신의 이름으로 축도할 때에 필히 복 주실 것을 약속하심(27b절)
신약의 축도인 고린도후서 13장 13절에 유사한 구조의 축도가 나온다.

## 금송아지 전승
이스라엘 백성이 광야에 있을 때 여러 갈등 상황이 발생했는데, 아론은 각 갈등에서 주요 인물로 등장한다. 일례로, 모세가 시나이산에 올랐을 때 아론은 이스라엘 백성의 요청에 따라 금송아지를 만든 인물로 전해진다. 이때의 일로 야훼가 이스라엘 백성을 진멸하려는 것을 모세의 중재로 레위인이 일부 주동자만 처벌한 뒤 역병으로 심판받는 것에 그쳤다고 전한다. 아론은 모세의 중보기도로 처벌을 면할 수 있었다. 그러나 다른 전승에서는 아론은 이 우상숭배에 직접 참여하지 않은 것으로 전한다. 여러 랍비 문헌과 쿠란에서는 아론이 아닌 다른 이가 우상을 제작하였으며, 모세는 아론이 그들에게 압도되어 저지하지 못했음을 두고 중보기도한 것으로 전한다.